# Viladamat
Viladamat è un comune spagnolo di 385 abitanti situato nella comunità autonoma della Catalogna.